# Luminary Micro
Luminary Micro — американська компанія, яка виробляла мікроконтролери і базувалася в Остіні, США. Заснована у 2004 році. У 2009 році Luminary Micro була придбана компанією Texas Instruments. Сума угоди не розголошувалася.